# Helena Schrammówna
Helena Schrammówna (ur. 24 lipca 1879 w Olchowej, zm. 18 lutego 1942 tamże) – polska malarka, badaczka sztuki ludowej.

## Życiorys
Urodziła się 24 lipca 1879 w Olchowej w rodzinie profesora chemii Juliana i Józefy z Bargielów . Jej bratem był Wiktor Schramm . Wychowała się w Krakowie. Na początku XX w. studiowała nauki przyrodnicze na Uniwersytecie Jagiellońskim, po czym zaczęła pobierać lekcje malarstwa  u Jana Bukowskiego. W latach 1904–1906 studiowała u Wilhelma von Debschütza na Wyższej Szkole Sztuk Zdobniczych w Monachium, gdzie szkoliła się z technik malarskich, a także zdobyła doświadczenie w pracy z metalem, porcelaną i drewnem . Krótko uczyła się na Węgrzech, po czym wyjechała do Paryża, gdzie poznała sztukę egipską i średniowieczną . Pod wpływem Mychajły Bojczuka zaczęła także studiować malarstwo staroruskie i sztukę bizantyjską , do połowy lat 20. XX w. tworząc prace w duchu jego idei odrodzenia sztuki bizantyjskiej.

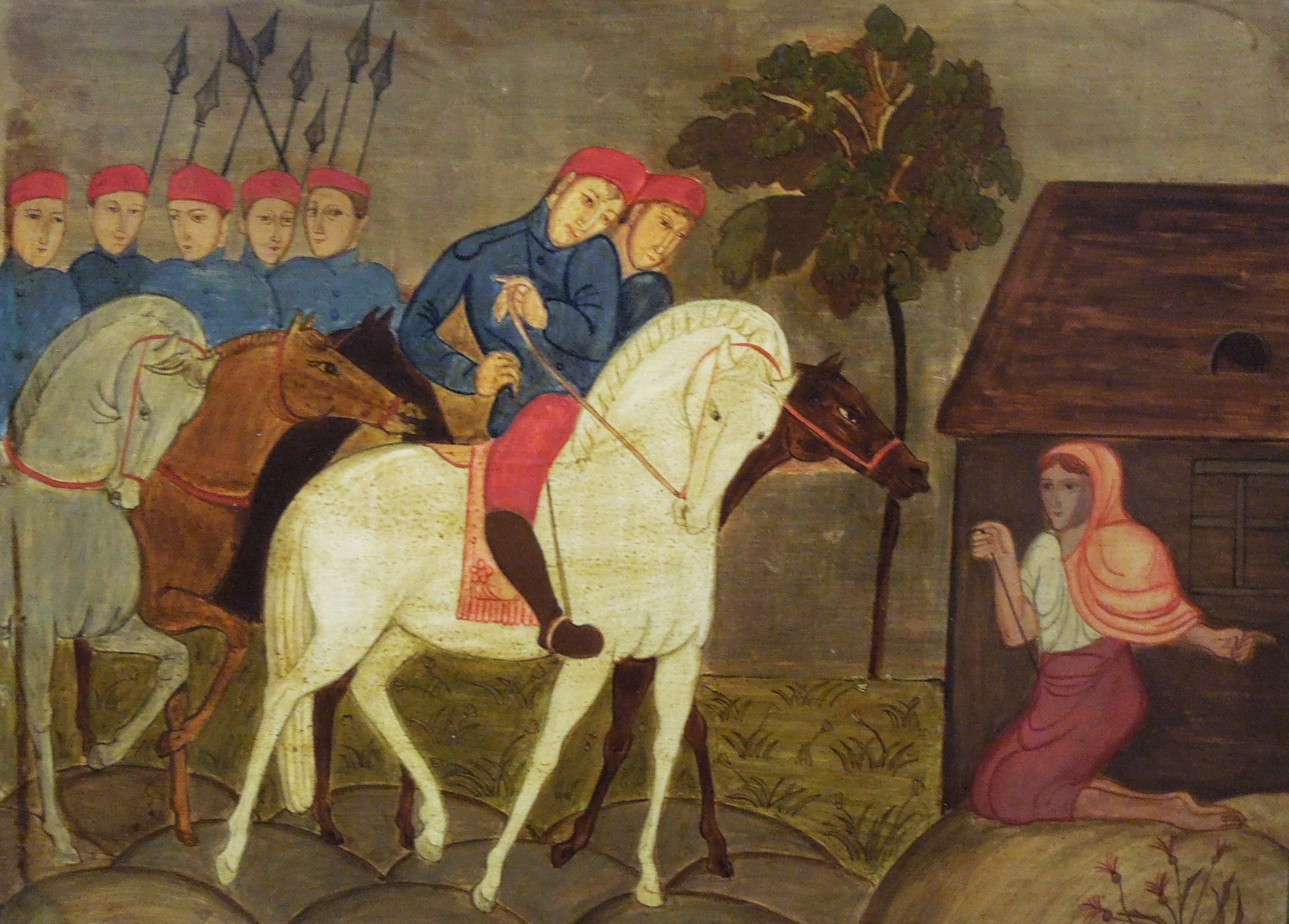
Spotkanie z wojownikami, lata 20. XX w.

Czas I wojny światowej spędziła na Pogórzu Karpackim, zgłębiając lokalne tradycje i wierzenia ludowe . Sztukę ludową traktowała jako pełnoprawną gałąź sztuki, czasem nawet ważniejszą niż twórczość profesjonalna. Odeszła od malarstwa olejnego, skupiając się na temperze i malarstwie na szkle, często tworząc prace niewielkich rozmiarów  o treści religijnej . W 1921 namalowała obraz Lirnik i Księżniczka, którego inspiracją był dramat Sen srebrny Salomei Juliusza Słowackiego. Rok później zdobyła I i II nagrodę w konkursie zorganizowanym przez Towarzystwo Zachęty Sztuk Pięknych za obrazy Matka Boska Zielna oraz Matka Boska Gromniczna . Tworzyła również projekty dekoracji, szczególnie kościelnych . Nawiązała przyjaźń z Zofią Baudouin de Courtenay , z którą utworzyła polichromię niezachowanego do dziś kościoła w Starachowicach, sama malując tam Drogę Krzyżową .

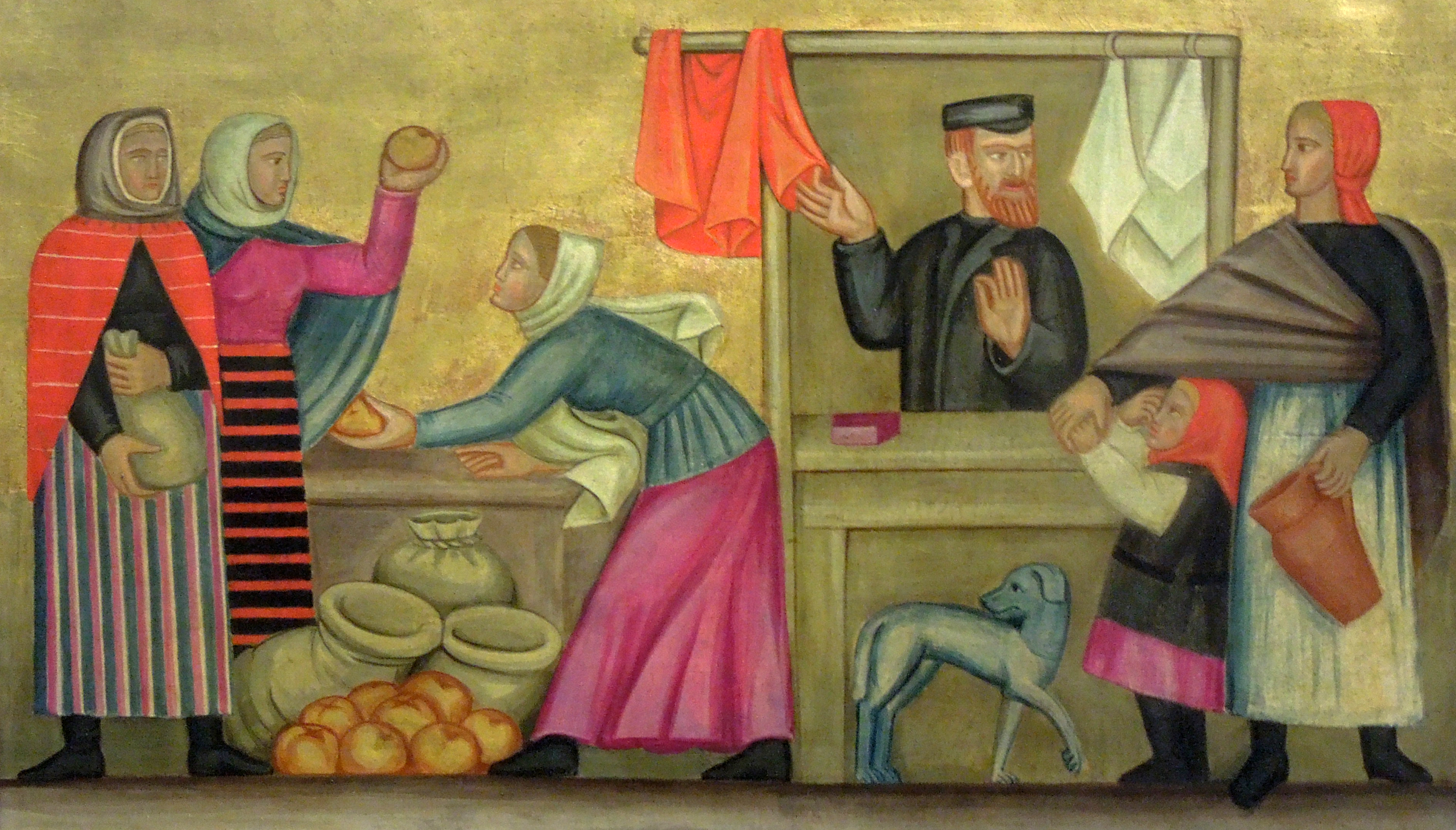
Na targu, 1924

W 1925 roku przeniosła się do Wilna, gdzie poświęciła się badaniom nad sztuką ludową . Do 1939 roku  zajmowała się sztuką ludową w Oddziale Sztuki Urzędu Wojewódzkiego, piastując stanowisko sekretarki u kolejnych konserwatorów (m.in. u Stanisława Lorentza). W swej roli m.in. konserwowała obrazy w Wilnie i w regionie (np. obraz Matki Boskiej Boruńskiej ), opracowywała spisy obiektów zabytkowych i badała sztukę ludową, skupiając się przede wszystkim na tkactwie  i wileńskim samodziale lnianym. Należała do Prezydium Towarzystwa Popierania Sztuki Ludowej oraz do Rady Nadzorczej Bazaru Przemysłu Ludowego . Owocem pracy naukowej były artykuły (np. Z zagadnień opieki nad sztuką ludową, „Ziemia”, 1929)  i publikacje książkowe, takie jak Sztuka ludowa i jej znaczenie dla kultury artystycznej (1939).
Była aktywna w lokalnym życiu kulturalnym i towarzyskim, przyjaźniąc się m.in. z rodziną Jana Borowskiego i należąc do powstałego w latach 30. klubu „Smorgonia” . W ramach klubu powstawały żartobliwe piosenki, fraszki i inne wierszowane formy autorstwa Teodora Bujnickiego, Konstantego Ildefonsa Gałczyńskiego, Witolda Hulewicza i Tadeusza Łopalewskiego, które zostawały odgrywane przez aktorów. Schrammówna wraz z Krystyną Wróblewską i Wandą Raicherową tworzyły z kolei humorystyczną scenografię. Zachował się napisany przez klubowiczów czterowiersz, w którym scharakteryzowano Schrammównę:

Skoro powie ktoś: „Sztuka i przemysł ludowy”,

Padnie zaraz nazwisko owej białogłowy.

A skoro ktoś zapyta: „W co też bym się odział?”

Ona skromnie doradzi: „Najlepiej w samodział.”

Schrammówna kontynuowała tworzenie małych prac temperą  na gruncie kredowym, malując przede wszystkim wiejskie sceny rodzajowe. Choć jej syntetyczne, stroniące od zbędnych dekoracji prace nawiązują stylem do sztuki ludowej, cechują się przemyślaną kompozycją brył i linii. Kilkanaście jej prac wystawiono w 1926 w Towarzystwie Zachęty Sztuk Pięknych . Poza twórczością malarską, Schrammówna zaprojektowała fryz na srebrzonej blasze nawiązujący do litanii loretańskiej dla kaplicy Matki Boskiej Ostrobramskiej oraz przygotowała scenografię i kostiumy do wystawionej lokalnie sztuki Edmonda Rostanda. Należała do spółdzielni „Ład”, wraz z którą wystawiła prace na Powszechnej Wystawie Krajowej .
Podczas II wojny światowej spędziła wiele miesięcy w obozie na terenie Prus Wschodnich . Zmarła 18 lutego 1942 w rodzinnej Olchowej, tam także została pochowana .
Wiele prac malarskich i notatek naukowych Schrammówny zaginęło podczas wojny .

## Twórczość

### Malarstwo i rysunek
- polichromia Droga Krzyżowa w kościele w Starachowicach, niezachowana
- polichromia i prace w kaplicy w Olchowie[1] [11]
- Św. Wojciech – Anioły – feretron w kościele w Tarnawie Górnej[1]
- Matka Boska Zielna
- Matka Boska Gromniczna

Dzieła w zbiorach Muzeum Narodowego w Warszawie:
- Pokłon Trzech Króli – ok. 1920, tempera na tekturze, 26 × 18 cm[14]
- Krowa z cielęciem – 1920[13], tempera na tekturze, na odwrocie szkic głowy, 35 × 44,5[13]
- Spotkanie z wojownikami – lata 20., tempera i olej na tekturze, 41,5 × 55,5 cm[15]
- Wnętrze chaty. Przy kołysce – 1922, tempera na tekturze, 26 × 35 cm[13]
- Na targu – 1924, złocienie, tempera i olej na tekturze, 45 × 76 cm[16]
- Miłosierdzie – ok. 1925, tempera na tekturze, 52,5 × 43 cm[17]
- Trzech Budrysów – 1930, farba na szkle, 29,5 × 31,5 cm[18]
- cykl Pan Tadeusz z lat 30. malowany na szkle:
  - Zosia i Hrabia – 18,2 × 38,2 cm[19]
  - Zosia i dzieci wiejskie – 15 × 35,8 cm[20]
- Serenada – lata 30., farba na szkle, 20,4 × 25,8 cm[21]
- Madonna z Dzieciątkiem – ok. 1930, olej na desce dębowej, 22 × 17 cm[22]
- Na pastwisku – ok. 1932, farba na szkle, 14,2 × 40,2 cm[23]
- Dwie baby – tempera na tekturze, 35 × 44,5 cm[24]
- Portret księdza G. – tempera na tekturze, 26 × 31,5 cm[13]
- Kąpanie chłopca – tempera na tekturze, 42,5 × 37 cm[13]
- projekty polichromii w kaplicy ss. bernardynek w Jarosławiu – szkice[13]
- projekty polichromii kaplicy w Sanoku (?) – szkice[13]

Dzieła w zbiorach Muzeum Okręgowego w Toruniu:
- Lirnik i Księżniczka – 1921, tempera na desce[25]

Dzieła w zbiorach rodziny :
- Portret Juliana Schrammma
- Żniwiarki – obraz kuty w blasze
- Ułani węgierscy i dziewczyna podająca im mleko – olej
- Matka Boska Nieustającej Pomocy – olej
- Matka Boska Częstochowska – olej

### Ekslibrisy
- ekslibris Jerzego Remera, przed 1939[26]
- ekslibris „Tygodnik Wileński”, przed 1939[27]

### Publikacje książkowe
Za katalogiem Biblioteki Narodowej:
- Uwagi o sztuce ludowej, 1926
- O wartości artystycznej samodziałów ludowych w Wileńszczyźnie, 1927
- O organizacji i ideologji Towarzystwa Popierania Przemysłu Ludowego w Wilnie, 1933
- Sztuka ludowa a praca oświatowa na wsi, 1934
- W sprawie ochrony sztuki ludowej, 1935
- Ochrona sztuki ludowej, 1939
- Sztuka ludowa i jej znaczenie dla kultury artystycznej, 1939